# Abomey
Abomey ist eine Stadt in der Republik Benin und die frühere Hauptstadt des Königreichs Dahomey.

## Geographie
Die Stadt liegt im Süden des Landes, im Departement Zou, dessen Hauptstadt sie ist.

## Bevölkerung
Abomey hat 117.824 Einwohner (Stand 2012).
Bevölkerungsentwicklung:
- 1979: 38.412 Einwohner (Zensus)
- 1992: 51.000 Einwohner (Zensus)
- 2002: 61.450 Einwohner (Zensus)
- 2012: 117.824 Einwohner (Zensus)

## Geschichte
Abomey war die Hauptstadt des Königreiches von Dahomey, gegründet im frühen 17. Jahrhundert (um 1615/20) vom Volk der Fon. Es beherrschte den Sklavenhandel an der Küste bis in das späte 19. Jahrhundert.
Die Stadt war durch eine Lehmmauer mit einem auf 10 km geschätzten Umfang umgeben, durchbrochen durch sechs Tore. Der vorgelagerte eineinhalb Meter tiefe Graben war dicht mit dornigen Akazien bewachsen – eine traditionelle Verteidigungsmaßnahme westafrikanischer Festungen.
Innerhalb der Mauern befanden sich durch Felder getrennte Dörfer, mehrere Königspaläste, ein Markt und ein großer Platz mit Kasernen.
Im November 1892 wurde der letzte unabhängige König von Dahomey, Behanzin durch französische Kolonialtruppen besiegt. Er setzte Abomey in Brand und floh nach Norden. Die Franzosen eroberten Abomey zwischen 1892 und 1894. Die französische Kolonialverwaltung baute die Stadt wieder auf und baute eine Eisenbahn zur Küste. Eine Decauville-Bahn verband die Stadt mit dem Bahnhof Bohicon, der 12 km südöstlich lag, und ab 1926 mit Zagnando.
Seit 1960 ist die Stadt Teil des unabhängigen Staates Dahomey, der 1975 in Benin umbenannt wurde.

## Sehenswürdigkeiten

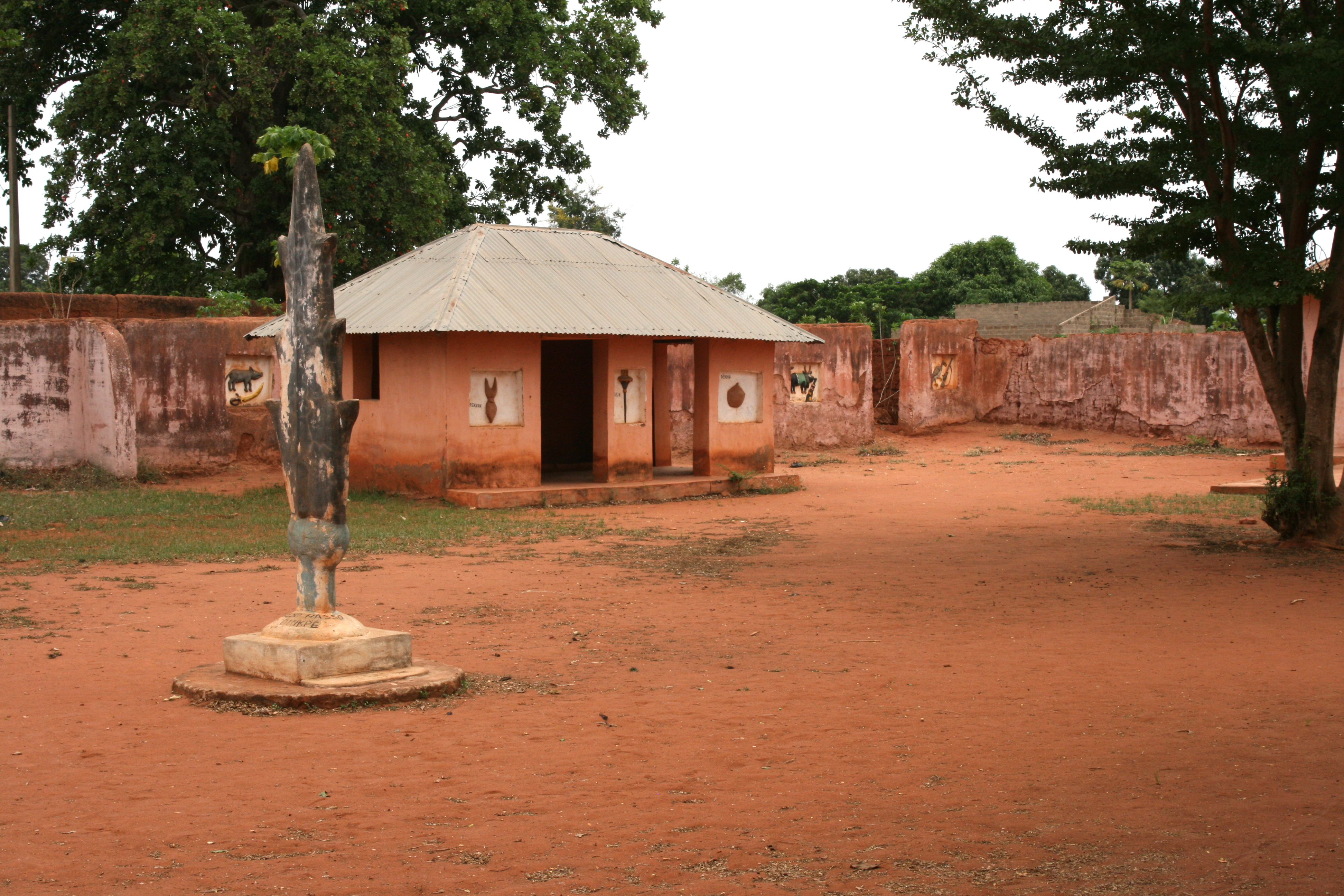
Einer der Königspaläste von Abomey

Die Königspaläste von Abomey, eine Gruppe von zwischen der Mitte des 17. und dem späten 19. Jahrhundert erbauten Lehmbauten, in denen die Könige von Dahomey residierten, gehören zu den wichtigsten Sehenswürdigkeiten der Stadt. Sie wurden 1985 in das Weltkulturerbe der UNESCO aufgenommen. In zweien der Paläste ist das Historische Museum von Abomey untergebracht.
Heute ist die Stadt weniger bedeutsam, aber eine touristische Sehenswürdigkeit und Zentrum des traditionellen Kunsthandwerks.

## Wirtschaft
Sie ist das Handelszentrum in einem landwirtschaftlich genutzten Gebiet, in dem Getreide, Erdnüsse und Palmenprodukte verarbeitet werden.

## Verkehr
Die Stadt ist durch eine Eisenbahn mit Cotonou verbunden.

## Söhne und Töchter der Stadt
- Christophe Soglo (1909–1983), Präsident von Benin
- Justin Ahomadégbé (1917–2002), Präsident von Benin
- Nestor Assogba (1929–2017), römisch-katholischer Geistlicher, Erzbischof von Cotonou
- Barthélemy Adoukonou (* 1942), römisch-katholischer Theologe und Kurienbischof
- Théodore Sossaminou (* 1975), Fußballspieler
- Wassiou Oladipupo (* 1983), Fußballspieler
- Jocelyn Ahouéya (* 1985), Fußballspieler
- Arnaud Séka (* 1985), Fußballspieler